# Деккер, Анук
Марике Анук Деккер (нидерл. Marieke Anouk Dekker; род. 15 ноября 1986, Алмело, Оверэйссел) — нидерландская футболистка, полузащитник клуба «Унион» и сборной Нидерландов. Чемпионка Европы 2017 года.

## Карьера

### Клубы
Профессиональную карьеру начала в немецком «Хайке Райне», за который выступала с 2005 по 2007 год.
В 2007 году перешла в «Твенте», в составе которого пять раз становилась чемпионкой Нидерландов.
В январе 2016 года перешла в «Монпелье». В январе 2017 года продлила контракт с клубом на два с половиной года.

### Сборная
В национальную сборную впервые была приглашена Верой Паув в ноябре 2009 года на матч с Белоруссией.
В 2013 году, несмотря на травму, вошла в заявку сборной на чемпионат Европы в Швеции.
Выходила на поле во всех играх сборной на чемпионате мира 2015 года.
В 2017 году вместе со сборной выиграла чемпионат Европы и вошла по его итогам в символическую сборную турнира.
На мировом первенстве 2019 года, который проходил в июне во Франции, Анук в третьем матче сборной Нидерландов против Канады забила гол и помогла своей команде победить со счётом 2:1.

## Достижения
«Твенте»
- Победительница Лиги БеНе: 2012/13, 2013/14
- Чемпионка Нидерландов: 2010/11, 2014/15, 2015/16
- Обладательница Кубка Нидерландов: 2007/08, 2014/15

Нидерланды
- Победительница чемпионата Европы: 2017